# جاك بلاكويل
جاك بلاكويل (بالإنجليزية: Jack Blackwell)‏ (29 أكتوبر 1909 في المملكة المتحدة - 25 أكتوبر 2001) هو لاعب كرة قدم بريطاني (وحمل سابقاً جنسية المملكة المتحدة لبريطانيا العظمى وأيرلندا) في مركز الهجوم. لعب مع إيبسويتش تاون وبورت فايل وتشارلتون أثلتيك وهدرسفيلد تاون وبريدلينغتون تاون ‏ ونادي بوسطن يونايتد.